# Gabriel Mauritz Waenerberg
Gabriel Mauritz Waenerberg, född 26 juni 1818 i Borgå, död 20 augusti 1887 i Helsingfors, var en finländsk teolog.
Släkten Waenerberg räknar sina anor från Västergötland. Farfadern hade flyttat till Finland och bosatt sig i Borgå. Gabriel Mauritz Waenerberg gifte sig 1841 med Agatha Sofia Aschan. De fick tio barn, däribland konstnären Thorsten Waenerberg och gymnasterna Movitz Waenerberg och Elin Kallio. Familjen umgicks i Borgå med familjen Runeberg.
Waenerberg var filosofie magister och blev 1857 teologie doktor, samtidigt med Johan Ludvig Runeberg. Han var lektor i teologi och prorektor vid Borgå gymnasium. Senare var han referendariesekreterare vid senatens eklesiastikexpedition. Han var redaktör för Finlands Allmänna Tidning.
Han blev 1860 ordförande för det 1859 bildade Finska missionssällskapet. Från 1865 var han även ordförande i Finska bibelsällskapet. Båda posterna innehade han till sin död. 1868 blev han styrelseordförande för en diakonissanstalt i Helsingfors, grundad av Aurora Karamzin.
Vid lantdagarna 1864, 1867 och 1872 valdes han av prästeståndet till bankfullmäktigesuppleant och underskrev Finlands banks sedlar.
Waenerberg verkade för folkskolans införande i Finland. I kyrkopolitiska och religiösa frågor uppfattades han som utpräglat liberal.

## Utmärkelser
- Sankt Annas orden, tredje klass,  20 december 1855[2]
- Sankt Stanislausorden, andra klassen,  20 april 1859[2]
- Sankt Annas orden, andra klass,  23 april 1862[2]
- Sankt Annas orden, andra klass med kejsarkrona,  2 maj 1869[2]
- Sankt Vladimirs orden, tredje klass,  28 april 1878[2]

[Redigera Wikidata]